# Aharon Cizling
Aharon Cizling (hebrejsky אהרון ציזלינג‎, 26. února 1901 – 16. ledna 1964) byl izraelský politik, ministr zemědělství a signatář Izraelské deklarace nezávislosti.

## Biografie
Cizling emigroval do Palestiny v roce 1914. Byl mezi zakladateli Alije mládeže a člen vedení Hagany a účastnil se založení Palmach; byl zakladatel části Liberální strany a Židovské agentury, delegát OSN a člen výkonné rady sionistické organizace.
Koncem 30. let 20. století patřil k iniciátorům zavedení daně kofer ha-jišuv, kterou na sebe od roku 1938 uvalili Židé v mandátní Palestině za účelem získání rychlých finančních zdrojů pro budování židovských vojenských jednotek během arabským povstáním v Palestině.
Po Izraelské deklaraci nezávislosti v roce 1948, byl jmenován ministrem zemědělství prozatímní vlády Davida Ben Guriona. Poté se Liberální strana přetváří v Mapaj (Izraelská dělnická strana).
Cizling patřil mezi známé kritiky Ben Gurionovy politiky k palestinským Arabům; 17. listopadu 1948 řekl Prozatímní státní radě (předchůdkyni Knesetu): „Celou noc nemohu spát. Cítím, že věci, které děláme, zraňují moji duši, duši mé rodiny a všech nás zde (…) Nyní se Židé chovají příliš jako nacisté a celá má bytost se otřásá.“
V roce 1949 byl zvolen mezi první poslance Knesetu, ale Mapaj nebyl zahrnut do Ben Gurionovy koalice a Cizling tratil své místo ve vládě. Byl znovu zvolen ve volbách v roce 1951, byl částí frakce, která se oddělila od Mapaj k obnovení Liberální strany. Ztratil své místo po volbách v roce 1955 a poté se již nikdy nevrátil do Knesetu.